# Restauração (Inglaterra)
A Restauração da monarquia inglesa teve seu início em 1660 quando as monarquias inglesa, escocesa e irlandesa foram todas restauradas sob o domínio de Carlos II, após o Interregno (1649-1660) que se seguiu à Guerra Civil Inglesa (1642-1651).
A Restauração da Monarquia Stuart nos reinos da Inglaterra, Escócia e Irlanda ocorreu em 1660, quando Carlos Stuart, filho mais velho de Carlos I (executado em 30 de janeiro de 1649), retornou de seu exílio na França, após receber um convite do Parlamento Inglês para assumir o trono. Antes disso, de 1653 a 1659, a Inglaterra viveu um período que ficou conhecido como Protetorado, com Oliver Cromwell à frente do governo, sendo sucedido por seu filho Richard Cromwell. 
O termo "Restauração" é utilizado para definir os anos em que Carlos II (de 1660 a 1685) e seu irmão Jaime II (de 1685 a 1688) reinaram. O período teve fim com a invasão do príncipe holandês Guilherme de Orange, que iniciou a chamada Revolução Gloriosa, a convite de líderes do Parlamento. Maria, filha de Jaime II e esposa de Guilherme, assume o trono dando continuidade à Dinastia, entretanto, com um novo sistema de governo.

## Antecedentes

### Richard Cromwell

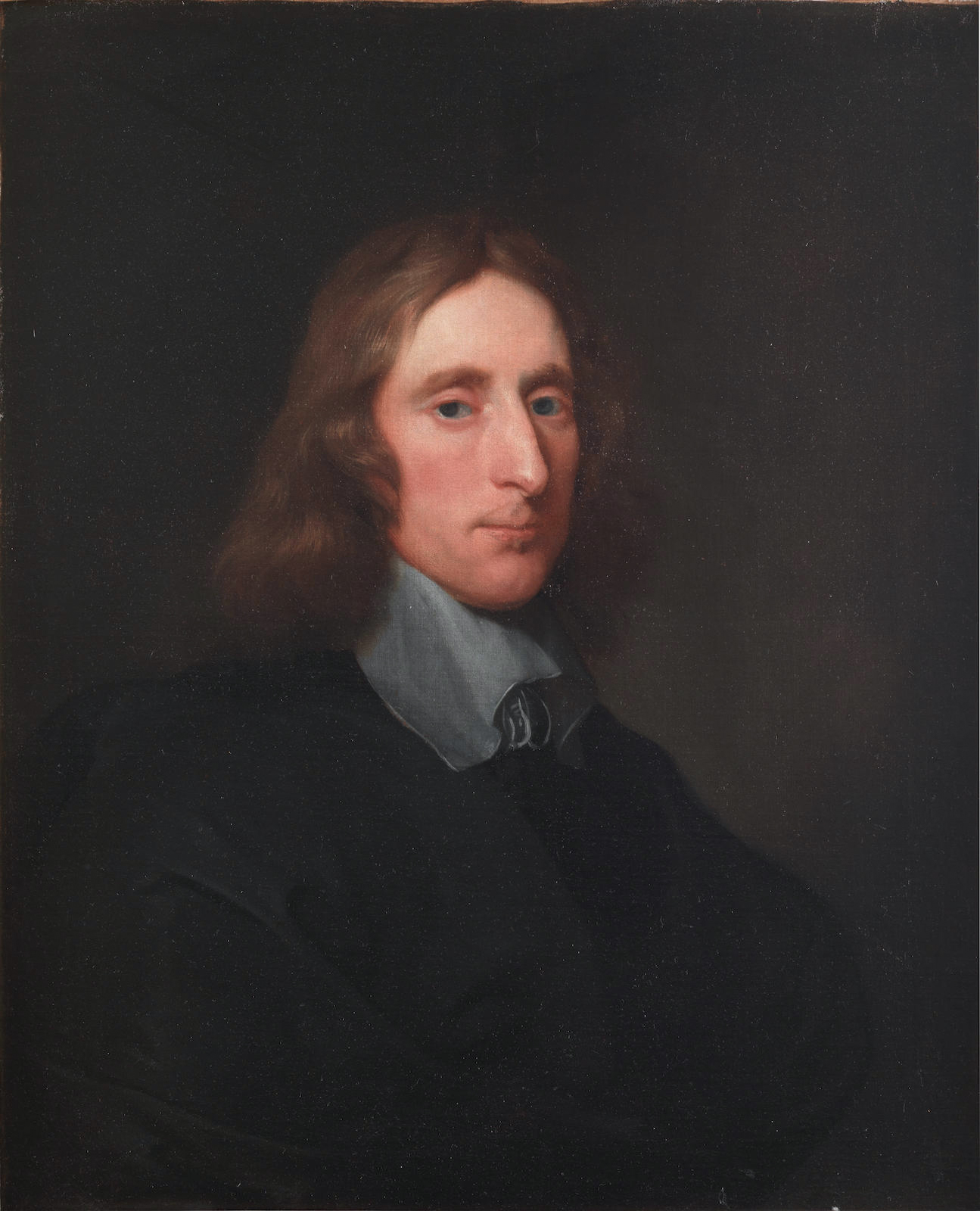
Richard Cromwell, Segundo Lorde Protetor da Inglaterra, em retrato à óleo por Gerard Soest (séc. XVII)

Nascido em 4 de outubro de 1626 e casado com Dorothy Major, filha de um escudeiro de Hampshire, Richard Cromwell era o filho vivo mais velho de Oliver Cromwell, líder político inglês e Lorde Protetor da Inglaterra, Escócia, Irlanda e dos respectivos domínios. Por este motivo, ocupou lugar no Parlamento enquanto seu pai estava no poder, entre 1654 e 1656, onde se tornou membro do comitê de navegação e comércio, adquirindo conhecimento sobre as aspirações econômicas da Inglaterra. Com a morte de Oliver, em 1658, Richard foi declarado seu sucessor, como provável desejo de seu pai antes de morte e com o apoio do Conselho, em sincronia com o Lord Mayor e os cidadãos de Londres.
Além desse posto, também sucedeu seu pai como Chanceler na Universidade de Oxford, em 1657, além de ser nomeado membro do conselho do Estado e da Câmara dos Lordes no mesmo ano. Esses fatos demonstram que sua aceitação foi alta, apesar de algumas manifestações contrárias, como a que ocorreu durante sua nomeação, em Oxford, onde alguns estudantes protestaram.

### Protetorado
A inexperiência de Richard em ocupar cargos de tamanha responsabilidade se fez brevemente presente, demonstrando não ser tão hábil como seu pai, Oliver Cromwell, em conciliar grupos opostos. Seus inimigos, porém, tornavam-se cada vez mais hostis em um momento em que a manutenção do Protetorado exigia firmeza e coesão em seu apoio. O Partido dos Levellers e Commonwealthsmen se colocavam cada vez mais contrários às políticas adotadas, aumentando as tensões entre os apoiadores do Protetorado e aqueles que não o eram. As questões religiosas também se mostravam cada vez mais inflamadas, polarizando alguns grupos anglicanos e presbiterianos, os últimos se colocando quase inteiramente contra o Protetorado. De fato, Richard e seu conselho não obtiveram sucesso em solucionar os problemas religiosos.
Além desses fatores, o déficit financeiro se acumulava, chegando a alarmantes 2 milhões anuais - na moeda da época. Aumentavam as demissões e o exército perdia controle gradualmente. Richard não acreditava que a ordem armada reconheceria sua liderança, ao mesmo tempo em que o Parlamento denunciava as arbitrariedades do Protetorado. Assim, Cromwell se viu em um dilema: apoiar o exército contra o Parlamento ou o Parlamento contra o exército. Sua incapacidade de se manter firme no poder fez sua imagem frente ao exército entrar em declínio, aumentando as críticas a seu governo.
Então, no início do ano 1659, Richard autorizou a convenção de oficiais, a fim de formular uma petição ao Parlamento. Provavelmente, seu intuito era o de pressionar os parlamentares, porém, os oficiais subalternos elegeram rapidamente os membros mais suspeitos do governo para o comitê da petição, demonstrando seu temperamento. Tais descompassos culminaram na revogação de seu mandato, no mesmo ano, após o Parlamento lhe propor aposentadoria, vivendo em paz e com o pagamento de uma pensão. No início de julho, partiu junto com seu irmão para o interior da Inglaterra. Desse modo, o Parlamento inglês decidiu que estaria findado o Protetorado.

## Restauração

### Caminhos para a Restauração
Havia na Inglaterra do século XVII uma tensão política por conta do novo regime parlamentar instaurado. O Parlamento adotou as funções legislativas e jurídicas, assim como a função do Protetor e o encargo, que até então pertencia ao monarca, de elaborar políticas. Impedindo a maioria dos representantes do povo, esse regime era lembrado, pela população, pela alta taxação em impostos, bem como na arbitrariedade e centralização de decisões.
De modo a aplacar os ânimos, um comitê de segurança, que tinha o objetivo de administrar o governo atual e elaborar os planos para os seguintes, foi criado. Após o Conselho de Estado elaborar a comissão para esse novo comitê, em 25 de outubro de 1653, o general Monck envia uma carta da Escócia repugnando a ação do Conselho de Estado juntamente com o nome de uma grande parte dos deputados que estavam sendo expulsos. Uma desordem começa a se instaurar pela falta de remuneração dos soldados. 
O ponto alto da crise foi atingido quando a Câmara ordena a republicação da Liga Solene e Pacto de 1643, de instaurar uma Igreja nacional sem bispos. À beira da quarta guerra civil, o Longo Parlamento era finalmente dissolvido após uma manobra militar. Em meio a diversas disputas políticas, a possibilidade de uma restauração “constitucional” se foi.

### Exército
Após o golpe, a ordem precisava ser restaurada e esse trabalho foi confiado às seitas. Os sectários foram substituídos por soldados regulares, enquanto os grandes líderes propuseram um acordo que traria a unidade e a preservação da Igreja nacional. As milícias se fortaleciam, enquanto os soldados, nesse tempo, se tornavam cada vez menos populares e, com a falta de pagamento das tropas, tudo se tornava ainda pior.
A resistência do exército se tornava cada vez menos eficiente. A marcha do general Monck, vitoriosa até então, transferiu a Hesilrige e seu partido o controle do exército da Inglaterra após dez anos.

### Parlamento

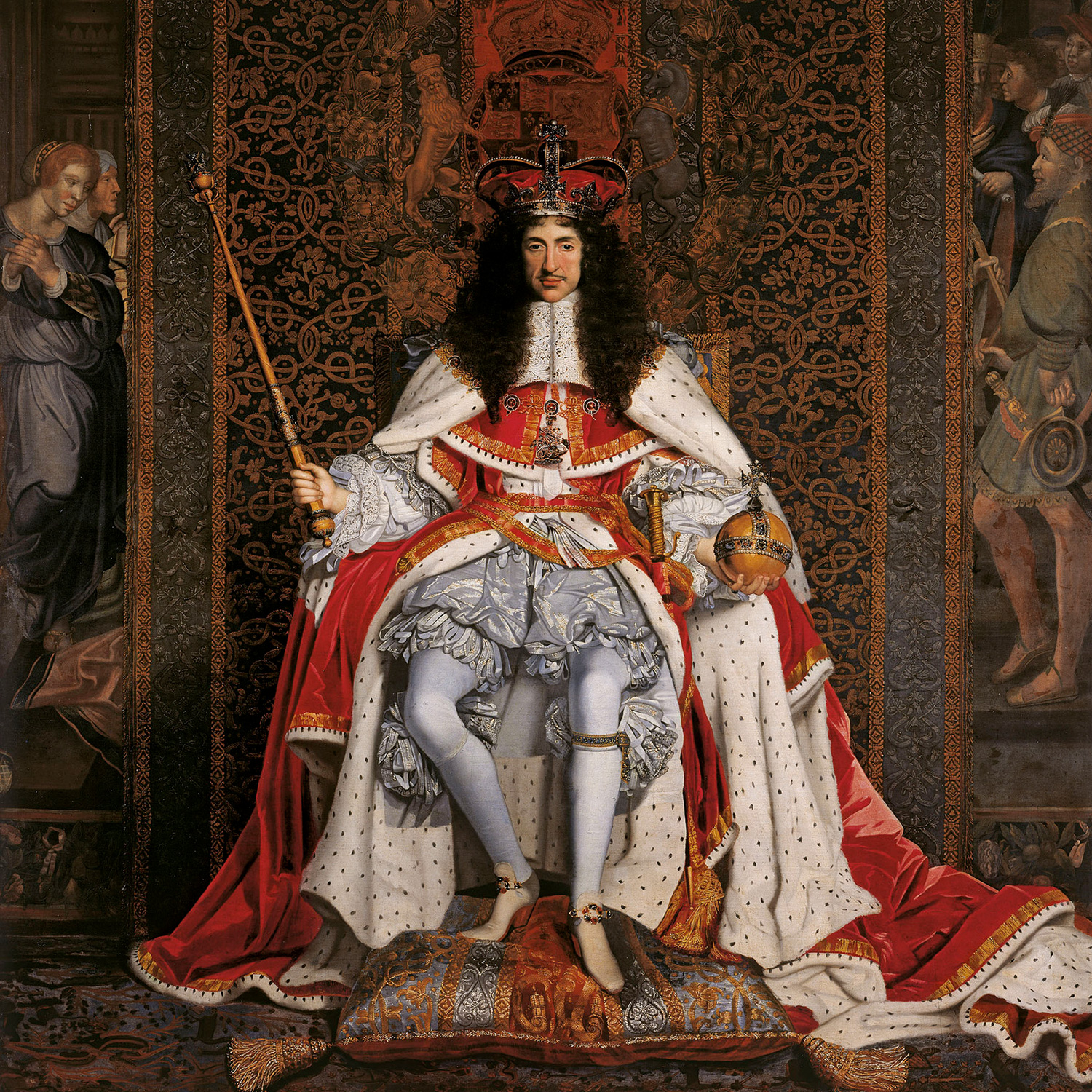
Carlos II da Inglaterra - John Michael Wright (1661-1662): Queen's Presence Chamber

Em 1º de junho de 1660, um ato dissolveu o Longo Parlamento e declarou existente um parlamento legal. Esse, reunido em 1661, durou dezoito anos e ficou conhecido como Parlamento dos Cavaleiros. O Ato Trienal, de 1664, por sua vez, previa sua convocação de três em três anos.
Sob suspeitas de uma conspiração papista, o Parlamento trama para excluir Jaime, que era católico, da linha sucessória. Esse período ficou marcado pelo receio de uma invasão francesa e papista.
No ano de 1679 o Parlamento é dissolvido por Carlos II. Logo em seguida se formam mais três parlamentos, que rapidamente também se dissolvem. O Parlamento, durante o governo de Jaime II, foi bastante receptivo à Coroa. Apesar disso, foi definitivamente suspenso após uma discordância sobre um exército permanente, vontade real, e a reorganização das milícias.

### Razões
Houve algumas razões principais que desencadearam a Restauração, entre elas: a falta de popularidade, a reforma religiosa, a segmentação de alguns líderes republicanos, a crescente descrença entre os soldados, a ausência de comunicação entre os reformadores, a morte de Cromwell e o “puritanismo” e sua corrupção.  

## Política
Nesta segunda fase da Dinastia Stuart, a monarquia foi restabelecida sob Carlos II, que aceitou o retorno ao poder após convite do Parlamento. Os Commons decidiram sobre o restabelecimento da monarquia hereditária. Ao assumir o trono, embora tenha perdoado algumas manifestações contrárias a seu pai (Carlos I, morto durante a Revolução Inglesa), ainda assim executou 57 pessoas, em grande parte regicidas.
Desse modo, iniciaram-se recrutamentos de milícias sob o controle do Rei, comandados pela aristocracia local. Esse fator demonstra como, embora houvesse a restauração da Casa Alta, essa jamais teria pleno comando novamente. Inclusive pelo fato de que instituições antes consideradas segredos de Estado, tais como o exército, a marinha, o comércio e a Igreja, haviam sido comandadas nos últimos vinte anos pelos parlamentares. Desse modo, não poderiam mais contar com a não intervenção do povo inglês por meio de seus representantes. É possível perceber uma alteração na mentalidade dos cidadãos referente ao absolutismo monárquico, o que resultou em uma das maiores mudanças advindas das décadas revolucionárias de 1640-60.  

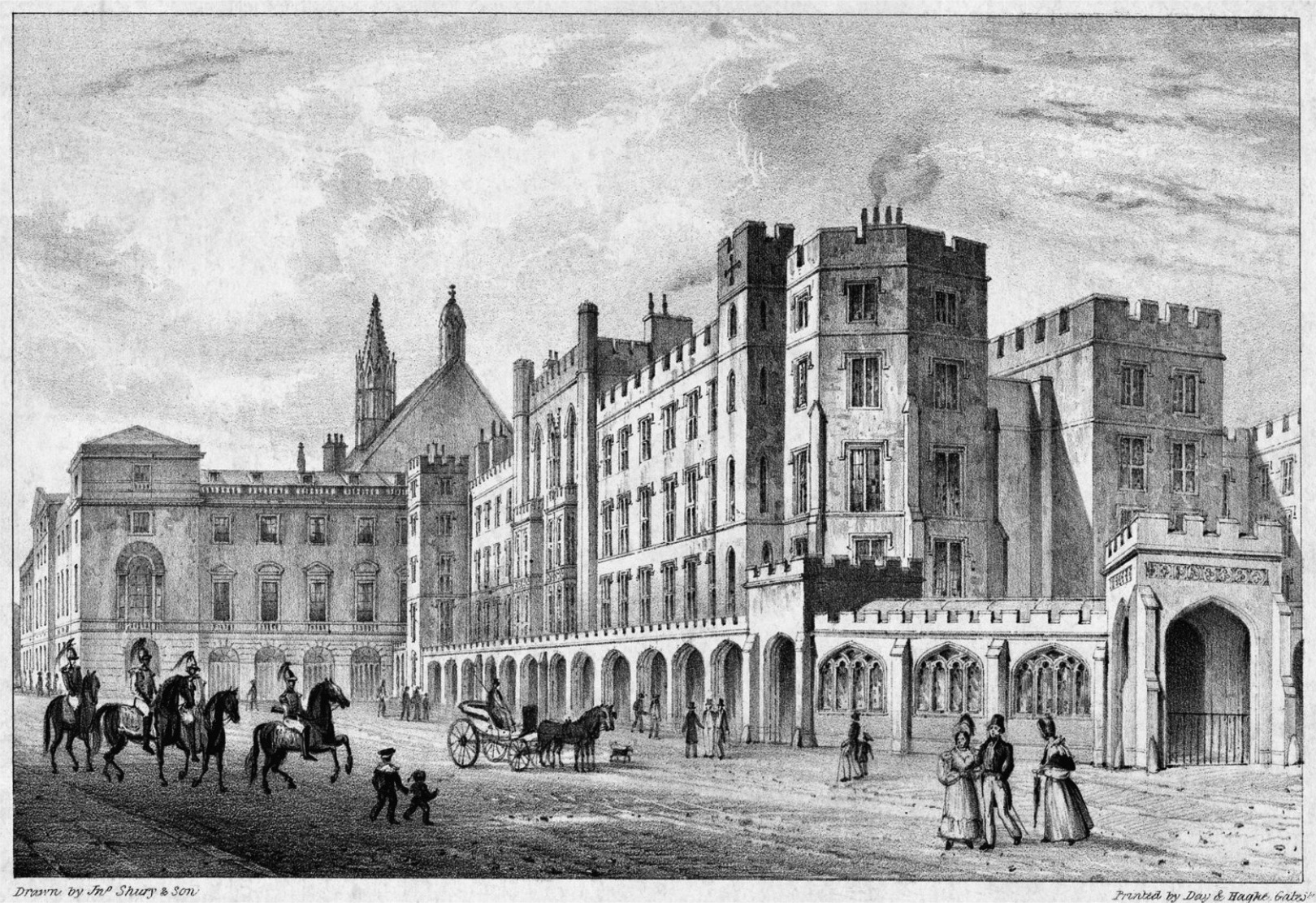
Parlamento antes do incêndio de 1834 - desenho de J. Shury & Son, impresso por Day & Haghe

Os tribunais de Common Law, agora com sua supremacia consolidada, possuíam égide sob interpretação de Coke e parlamentares que o sucederam. Enquanto agradassem ao rei, os juízes mantiveram seus cargos até 1701, quando ocorreu a restauração do controle parlamentar com o Ato de Estabelecimento.
Para evitar que as classes inferiores voltassem a causar problemas, como os enfrentados durante a Revolução Inglesa, se estabeleceu, em 1661, o Ato contra Petições Tumultuosas, que proibia a coleta de petições com mais de 20 assinaturas para ser enviada ao Rei ou parlamentares. O ato tinha como objetivo evitar as revoltas populares, já que auxiliaria a minar a tática de propaganda política dos Levellers e dos demais grupos que foram protagonistas nas revoltas populares. 
Apesar de ter sido considerado um bom governante, houve algumas agitações políticas durante o reinado de Carlos II. Entre essas, podemos destacar a queda de Claredon, uma vez que esse não conseguiu apoio na Câmara dos Comuns e perdeu apoio real. Após sua queda, houve o comando da governança real por ex-cromwellianos.
Outra questão girou em torno do secreto Tratado de Dover, de 1670, que foi um acordo entre Carlos II e Luís XIV, rei da França, em busca de ajuda na Terceira Guerra Anglo-Holandesa. O acordo previa uma pensão que forneceria autonomia para Carlos II cumprir sua parte do acordo, que era se converter ao catolicismo. O monarca prometera cumprir sua parte assim que fossem resolvidas as tensões internas e externas em seu país. O boato desse acordo se espalhou e permeou as discussões políticas, fazendo crescer uma grande oposição a Carlos II.
A desconfiança por parte dos parlamentares e da nobreza veio, também, por conta de algumas de suas decisões, como a escolha de ministros e comandantes de exército católicos, o constante fechamento do Parlamento, a submissão fiscal à França e seu pensamento mais alinhado à liberdade religiosa. A principal delas, entretanto, foi a alegação de que seu irmão Jaime, sucessor ao trono, era católico. Esse foi o fato de maior tensão de seu governo. Em 1678, então, o aventureiro Titus Oates delatou um possível complô papista para assassinar o rei, promovendo a invasão francesa na Irlanda e resultando em um verdadeiro massacre de protestantes.
A revelação culminou em uma enorme crise no governo, quando se buscou a execução de Jaime, para impedir a ascensão de um rei comprovadamente católico ao poder. Dois partidos se formaram em meio à crise, os Wings a favor da execução e os Tories, partido que reunia a pequena nobreza e aristocratas ingleses. Carlos II se alinha aos “Tories” contra a execução de seu irmão. Esse partido se beneficiou devido às concessões do rei e seu monopólio de administração local foi tão completo que, anos mais tarde, seu irmão Jaime II sofreu para conseguir o reverter.
O monarca fecha novamente o Parlamento em meio à crise em 1681, e não o convoca novamente até a sua morte em 1685. Em seu leito de morte, Carlos II admitiu ser católico, o que aponta para a possível tendência política do monarca inglês. No entanto, também comprova sua habilidade como articulador político, que conseguiu contornar crises e se manter no poder, mesmo que por alianças duvidosas e muitos retrocessos, além de garantir a continuação de sua dinastia, quando seu irmão Jaime assumisse o trono como Jaime II da Inglaterra e Irlanda e VII da Escócia em 1685.
O que fica claro, no entanto, é que por mais que possam ter existidos conflitos de ideias, ambos, tanto a Corte, quanto os parlamentares, priorizavam uma relação amistosa. O primeiro, inclusive, tendo influência que sobressaía aos partidos políticos, contribuindo para a estabilidade social. Ao que parece, ambas as partes ainda guardavam na mente as memórias da guerra civil.

## Economia

### As terras
A Declaração de Breda, que previa compras, vendas e concessões de terras, era uma decisão de jurisprudência do Parlamento. As terras que haviam sido confiscadas de monarquistas, da Igreja e da Coroa tinham que ser devolvidas, fato que resultou em uma grande parcela de terras designadas para a negociação privada. Até então, em algumas regiões a relação patriarcal e feudal prevalecia, mas depois da expansão da economia de mercado essas relações ficaram em segundo plano.
A partir de 1660, a maior preocupação dos governantes e sua prioridade era manter uma certa segurança ao produtor e estimular a produção. Não havia, assim, mais uma precaução com o agricultor e com o consumidor. A Coroa foi autorizada pelo Parlamento a demarcar e cercar terras florestais com o intuito de cultivá-las. A Corte e o Parlamento tentavam ganhar eleitores e jurados favoráveis através do confisco de propriedades de cidades e burgos.  
O aumento da especialização e da mão de obra fez com que os alimentos cultiváveis se tornassem a principal fonte de lucro, ultrapassando o pastoreio de carneiros, assim como a plantação de gramíneas e raízes tornou possível o abandono do sistema de rotação. Por fim, o crescimento no preço dos dotes fez com que a concorrência entre os pequenos e grandes proprietários aumentassem. 

### A indústria e os pobres
A Restauração pode ser vista como um momento histórico de ruptura, quando a Inglaterra deixa de ser um Estado semifeudal e passa a ser um Estado semimoderno. O sistema capitalista se desenvolveu livremente sem nenhum obstáculo, pois o Estado não tinha a menor pretensão de retornar ao antigo regime. Todavia, o licenciamento de 50 mil soldados, o fogo de Londres, a frota holandesa de Medway e a peste foram fatores determinantes para que o boom dos preços se estagnasse, fazendo com que a economia fosse abalada e a expansão industrial vagarosa, porém, constante.
Uma das principais consequências da Restauração foi a consolidação das classes empregadoras, já que a Inglaterra se fragmentou em duas classes: as massas e a classe dominante. Havia muitas pessoas que trabalhavam por um salário miserável devido à situação da mão de obra informal que impossibilitava o aumento dos salários. Logo, uma nova categoria começou a surgir: a plebe.  

### Comércio e política externa
No ano de 1660, um Ato de Navegação foi declarado a fim de aumentar a circulação do transporte marítimo e, entre os anos de 1660 e 1688, a carga da marinha inglesa duplicou. Esse ato possibilitou o monopólio do comércio e consequentemente houve uma maior taxa de lucros. Todas as mercadorias importadas ou exportadas das colônias da Inglaterra tinham que ser de propriedade irlandesa ou inglesa, caso contrário eram excluídos do comercio costeiro e colonial.

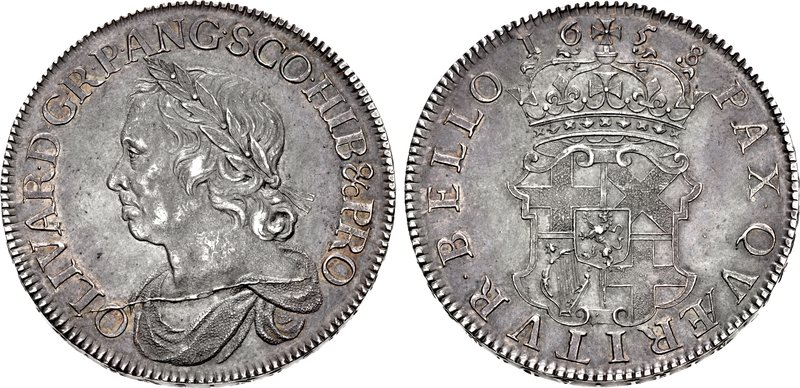
Moeda de 1658, ano da morte de Oliver Cromwell

Artigos que eram produzidos nas colônias da Inglaterra, como algodão cru, açúcar, tabaco etc., só poderiam ser exportados para a Inglaterra ou para territórios de domínio irlandês. O que possibilitou que o comercio marítimo inglês se expandisse não foi apenas ação do monopólio, mas também os baixos preços causados pela “produção em massa” e prosperidade em virtude da paz.
Porém, de 1665 a 1667 ocorreu a Segunda Guerra Holandesa. Apesar de se opor a esse evento, Claredon foi considerado responsável por suas consequências desastrosas, que coincidiram com a Grande Peste, em 1665, e com o Grande Incêndio de Londres, em 1666. Em 1667, uma frota holandesa destruiu navios ingleses no Tâmisa, na região de Medway, forçando a Inglaterra a firmar um acordo de paz. Esses fatores culminaram no impeachment de Claredon em novembro de 1667.

### Finanças
A pequena burguesia e a nobreza foram a base da Coroa, enquanto o imposto de terra era constantemente atacado em 1668. A revolução fiscal e o imposto sobre a propriedade só se concretizaram após a substituição do rei inglês por um rei holandês. Essa “revolução" na política fiscal só foi perceptível a longo prazo.
Em vista disso, se constituiu um ramo novo no serviço público, que foi a criação de um banco nacional, no ano de 1650. A prosperidade da Inglaterra impediu que o Parlamento impusesse um jugo financeiro.   

## O Primeiro Acordo
Dada a Restauração e a chegada do rei a Londres, passou-se quase um mês. Enquanto poucos republicanos, ainda em desacordo com a Restauração, mantinham-se coléricos com a volta da antiga política, populares comemoravam nas ruas. O júbilo era presente em todas os locais, em procissões públicas, festividades que haviam sido proibidas durante os vinte anos que se passaram, restaurando-se uma cultura que havia sido subjugada e, agora, encontrava-se em possibilidades de expressão. Tal pano de fundo isolava ainda mais os descontentes com o processo.
Assim, Carlos II iniciou o despejo de posseiros e inquilinos dos antigos palácios reais que, embora grande parte de suas joias e acervo artístico, como pinturas, não fora recuperado após a experiência republicana, grande parte se manteve conservada. Seguiu-se, então, um processo que se caracterizou pela restauração de cargos e diretrizes, mesclando postos entre os monarquistas, protetorados e Commonwealth, ditando-se por uma junção híbrida de cargos e comando.
Para a recuperação de terras, algumas compensações financeiras foram realizadas, todavia, nem todas as reparações foram consideradas profícuas e satisfatórias pelos monarquistas. Desse modo, o Conde de Derby, então, criou duas leis particulares na Câmara dos Lordes para readquirir suas possíveis terras. Entretanto, ambas não foram promissoras, uma pelo sentimento dos Comuns de que as vendas realizadas de formas voluntárias não deveriam ser abatidas e a segunda que se caracterizava por oferecer compensação financeira aos compradores, pelo tempo escasso. Assim como esses, o Primeiro Acordo de Restauração também não oferecia reparação para quem havia sido vítima de saqueadores.
Então, para que fosse reafirmado a todos que a Restauração era a representação e união de ideias, Carlos II iniciou a lista de honras da coroação com uma mescla de homens de diversas posições políticas, até mesmo opositores. Pouco depois, abria-se o Parlamento dos Cavaleiros, com Sir Edward Turner eleito presidente do Conselho. Elogiando o Ato da Independência, o rei acolheu as Casas, discursando de forma conciliatória e ratificando o direito de todos os não-conformistas pacifistas. Porém, esses iniciaram suas aspirações em suprimir grande parte das reformas constitucionais de 1641 e 1654, além de substituir o Primeiro Acordo de Restauração.

### A questão religiosa
Ultrapassando todas as punições ou recompensas, a questão religiosa representou um grande entrave. Uma vez que se esperava uma Igreja nacional capaz de reunir as vertentes, com práticas flexíveis e diretrizes amplas. Durante o Interregno, inclusive, diversos clérigos se reuniram a fim de resolver essa questão, inclusive com um grupo monarquista desejando reduzir a sua forma mais primitiva, com amparo de presbíteros.
Porém, em 1660, praticamente nenhuma paróquia possuía nem mesmo as antigas formas de serviço e, durante a Páscoa, grande parte não conseguiu se comunicar, admitindo as proibições de antigas festas, feitas em 1640.  Assim, o surgimento de uma nova instituição da Igreja, que trouxesse a incorporação de algumas reformas e tolerância em outras, era de boa recepção por toda sociedade.

## O segundo acordo
A Restauração foi excluída do Tribunal do Alto Comissariado e dos Cânones, tirando o poder que os bispos tinham sobre o Laud, assim como o Parlamento também revogou a ordem pública da Liga Solene para excluir os bispos dos senhores. As reformas que aconteceram em seguida beneficiaram principalmente a instituição e os membros de classe.
Um Ato da Convenção que previa o estabelecimento de ministros desencadeou uma série de ataques organizados pelos Comuns e um maior empreendimento na defesa pelo governo. Entretanto o que realmente causou muita tensão e conflitos foram os três projetos de lei elaborados por monarquistas para a restituição das terras que haviam sido vendidas para pagar multas ou a recuperação de lucros que foram obtidos por meio de terras confiscadas no período do Interregno. A primeira lei apresentada foi a Lei dos Pobres de 1662, que acabou fortalecendo a autoridade dos juízes em suas respectivas localidades, que permitiu que pessoas recém-chegadas que habitassem um imóvel com um valor de menos 10 libras, fossem deportadas para suas paróquias. A segunda lei, por sua vez, dizia respeito a um estatuto de 1661, que impunha uma pena e proibia a caça a veados sem permissão em qualquer terra. A terceira e última lei se referia a uma tentativa do Conde de Derby de possuir o cumprimento obrigatório da recompensa de suas terras. Todas essas partes serviram como reforço para propagar privilégios e o controle social sobre a comunidade. Em geral o que os preâmbulos do estatuto queriam e defendiam era a restauração da velha ordem que lutaria contra as forças proletárias que começaram a produzir a degradação da antiga ordem.

## O fim da Restauração

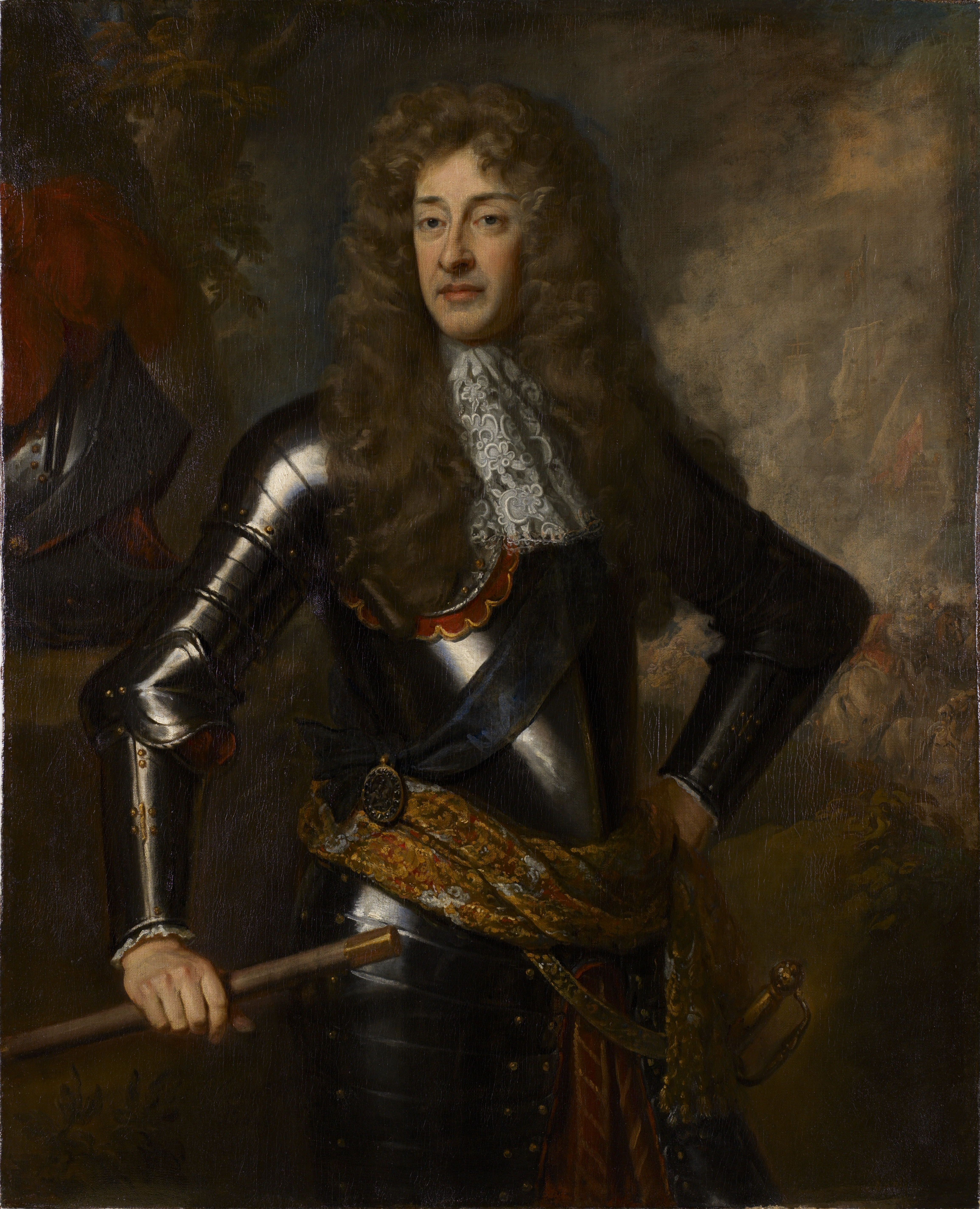
Jaime II - Godfrey Kneller (1683)

Com a morte de Carlos II em 1685, seu irmão Jaime II assumiu o reino da Inglaterra, uma vez que o seu antecessor não havia deixado herdeiros legítimos ao trono. Com o apoio do Parlamento que, graças a reforma dos alvarás dos burgos, reuniu-se de forma mais favorável à Corte do que fora desde 1661, iniciou seu reinado recebendo uma generosa pensão e incluindo impostos. 
Todavia, a paz ilusória durou pouco, tendo que enfrentar algumas rebeliões logo após sua coroação, entre elas a de Monmouth, onde Jaime II considerou precisar de mais homens para o seu exército, de preferência católicos, além de iniciar a formação de outro na Irlanda. O fato de admitir católicos em seu exército culminou em grande preocupação dos parlamentares, inclusive por ir contra a tradição inglesa de se manter um exército profissional em tempos de paz. Diante da negativa do Parlamento, Jaime II o dissolveu e, durantes três anos, atuou de forma a intimidar ou influenciar a pequena nobreza a reconsiderar o Ato de Prova, que lhe garantia supremacia.
Em abril 1687, houve a emissão da Declaração de Indulgência, suspendendo as Provas e possibilitando a liberdade religiosa para protestantes e católicos romanos. Em julho do mesmo ano, a sua Rainha Maria de Módena deu à luz a um herdeiro. Esse foi o limiar para os protestantes, uma vez que, até então, Jaime era pai de duas filhas protestantes, Maria e Ana, mas agora viam a possibilidade de uma dinastia católica se concretizar. Desse modo, em carta assinada por sete ingleses, foi enviado um convite para Guilherme (Príncipe de Orange e estatuder da Holanda, Zelândia, Utreque, Guéldria e Overissel da República dos Países Baixos, sob a denominação de Guilherme III) para que ele invadisse a Inglaterra.
A instabilidade política e jurídica de Jaime II se fez presente e, mesmo após suas tentativas de reafirmar a proibição da coroação de um católico, os parlamentares não possuíam confiança em suas decisões. Ainda que a Segunda Declaração de Indulgência prometesse a reunião de um novo Parlamento, a impressão que ficava era a de que o Rei fechava e reabria o Parlamento de forma arbitrária, sempre quando fosse conveniente. Assim, inicialmente confiando em seu exército, Jaime II se recusou a solicitar auxilio do Rei da França – inclusive por acreditar que iria contra o apoio dos ingleses. Todavia, com a chegada de Guilherme e sua tropa, houve diversas deserções inglesas.
Cerca de 11 mil homens na infantaria e 4 mil na cavalaria invadiram a Inglaterra sob o comando de Guilherme de Orange, no dia de Guy Fawkes. Jaime II tentou fugir ao aparentemente jogar o Grande Selo no rio Tâmisa, sendo capturado por pescadores de Kent e levado a Londres novamente. Porém, obteve permissão para fugir para a França. Sua filha mais velha, Maria, foi declarada rainha e governou junto a Guilherme de Orange, que se tornou seu marido, momento que ficou conhecido como Revolução Gloriosa.